# Nijmegen
Nijmegen (výslovnost [Nejméchen], gueldersky Nèhméége,[zdroj⁠?!] německy Nimwegen, francouzsky Nimègue, španělsky Nimega) je město na východě Nizozemska u hranic s Německem. Žije zde přibližně 177 tisíc obyvatel.
Městská práva získal již v roce 5 n. l., takže je spolu s Maastrichtem nejstarším nizozemským městem.

## Historie
Historie města sahá až do doby Římské říše, Římané zde měli v rámci Dolnogermánského limitu vojenskou posádku Ulpia Noviomagus Batavorum.
Později přešlo opevnění do rukou franských králů a tak mohl Karel Veliký roku 777 vybudovat z opuštěné pevnůstky Falc. Roku 880 zabrali Nijmegen Normané.
Roku 1155 přestavěl císař Svaté říše římské Fridrich I. Barbarossa Falc na silně opevněný hrad Valkhof. Později však bylo jeho zdivo použito jako stavební materiál a dochovaly se z něj pouze dvě kaple. Roku 1230 se Nijmegen stal Svobodným říšským městem. V roce 1402 přistoupilo město k Hanze. Roku 1543 připadl Nijmegen Španělům na základě smlouvy z Venlo.
Za druhé světové války se stal Nijmegen prvním nizozemským městem, kterého se Němci zmocnili během své invaze v roce 1940. Dne 22. února 1944 bylo město omylem silně bombardováno Spojenci, kteří ho zaměnili za cíl v Německu. Těžké boje zde proběhly v září 1944 během operace Market Garden, v rámci které se Spojencům podařilo zmocnit mostu přes Waal a Nijmegen osvobodit.

## Pamětihodnosti
V centru města se nachází jeho dominanta, gotický kostel sv. Štěpána (St. Stevenskerk), který byl poškozen během bombardování v roce 1944 a po válce znovu obnoven.
Poblíž centra se na místě hradu Valkhof rozkládá park s dvěma kaplemi, jedinými dochovanými zbytky hradu. Vedle parku je umístěno Museum Het Valkhof se sbírkami archeologických nálezů a umění.

## Vzdělávání
Nachází se zde vysoká škola Radboud University Nijmegen, kde studuje 17 627 studentů (2006). Univerzita byla založena v roce 1923 jako první katolická univerzita v Nizozemsku. Institut se řadí mezi nejlepší vysokoškolské instituce v zemi, mezi 150 nejlepších na světě a mezi 50 nejlepších v Evropě.Nabídka vzdělávání je navíc velmi pestrá, nabízí více než 40 tříletých a 200 magisterských programů, z nichž mnohé jsou v angličtině.

## Osobnosti
- Jindřich VI. (1165–1198), císař Svaté říše římské
- Petr Canisius (1521–1597), jezuitský teolog a kazatel, svatý
- Titus Brandsma (1881–1942), kněz a filozof, blahoslavený
- Joris Ivens (1898–1989), filmář
- Alex Van Halen, (* 1953), bubeník
- Eddie Van Halen (1955–2020), rockový kytarista

## Partnerská města
- Albany, USA
- Gaziantep, Turecko
- Higašimacujama, Japonsko
- Masaya, Nikaragua
- Pskov, Rusko